# Cathaemacta thermistis
Cathaemacta thermistis är en fjärilsart som beskrevs av Oswald Beltram Lower 1894. Cathaemacta thermistis ingår i släktet Cathaemacta och familjen mätare. Inga underarter finns listade i Catalogue of Life.